# Janenschia
Janenschia robusta
Genre
Espèce
Synonymes
- Barosaurus robustus (Fraas, 1908)[1]
- Gigantosaurus robustus (Fraas, 1908)[1]
- Torniera robusta (Fraas, 1908)[1]

Janenschia (du nom de Werner Janensch) est un genre fossile de grands dinosaures Sauropode herbivores provenant de la formation de Tendaguru du Jurassique supérieur de la région de Lindi, en Tanzanie, il y a environ 155 millions d'années. Le type et seule espèce est Janenschia robusta.

## Découverte et dénomination
L'histoire de la nomenclature de Janenschia a été compliquée. En 1907, Eberhard Fraas (en) a découvert sur le "site P", à 900 mètres au sud-est de la colline de Tendaguru, deux squelettes de sauropodes gigantesques. Ils ont été désignés comme "squelette A" et "squelette B". Les fossiles ont été transportés dans la collection de la Stuttgarter Naturaliensammlung à Stuttgart, en Allemagne. En 1908, Fraas a décidé de nommer les deux squelettes comme des espèces différentes d'un même genre, Gigantosaurus. Le squelette A est devenu Gigantosaurus africanus et le squelette B Gigantosaurus robustus. Cette dernière espèce était basée sur le squelette partiel holotype SMNS 12144, constitué d'un membre postérieur droit. Le nom spécifique a été inspiré par la forte corpulence de l'animal. En faisant cela, Fraas savait très bien que le nom Gigantosaurus était déjà utilisé pour un autre taxon : Gigantosaurus megalonyx, nommé par Harry Govier Seeley en 1869. Fraas pensait que ses actions pouvaient être justifiées par le fait que la description de Seeley avait été limitée et que le matériel de G. megalonyx avait depuis été référencé à un autre genre, Ornithopsis, par Richard Lydekker,,,,.
En 1911, Richard Sternfeld a renommé Gigantosaurus (Fraas, 1908) en Tornieria, soulignant que les arguments de Fraas n'étaient pas pertinents. Tornieria africana devint l'espèce type du nouveau genre. G. robustus fut placé dans Tornieria, sous le nom de T. robusta. La décision de Sternfeld ne fut pas bien accueillie en Allemagne, car il avait agi sans le consentement de Fraas, qui était malade. En 1922, Werner Janensch, qui au Tendaguru avait collecté du matériel supplémentaire, dans un article décrivant la main de l'animal annonça qu'il continuerait à utiliser le nom Gigantosaurus robustus. Il affirmait que G. megalonyx était un nomen oblitum oublié et que les règles de la nomenclature zoologique devaient être ignorées si elles provoquaient une instabilité en remplaçant un nom connu par un nom complètement nouveau. Dans le même temps, il met en synonymie Tornieria avec Barosaurus en ce qui concerne son espèce type qui devient alors Barosaurus africanus. Janensch, pour le reste de sa carrière, appliquera systématiquement le nom Gigantosaurus robustus. En 1928, Sidney H. Haughton a exceptionnellement attribué également Tornieria robusta à Barosaurus, en tant que Barosaurus robustus.
En 1930, le Baron Franz Nopcsa a rejeté les arguments de Janensch. Il admettait que Sternfeld avait été discourtois mais soulignait que l'ICZN n'avait recommandé qu'en 1927 que l'auteur original soit impliqué dans de tels changements de noms. Il serait donc absurde de s'opposer à un article écrit en 1911 - et de toute façon, le manque de courtoisie n'a aucune incidence sur la validité du nom. Nopcsa avait trouvé plusieurs mentions ultérieures de G. megalonyx, qui n'avait donc pas été un nomen oblitum. En outre, avant 1922, Gigantosaurus robustus n'était pas exactement un nom connu. Aussi désagréable que cela puisse être, Nopcsa a conclu qu'il était inévitable de considérer Tornieria comme un nom valide. SMNS 12144 a ensuite été référencé à Tornieria par d'autres auteurs,,,.
En 1991, le paléontologue allemand Rupert Wild du Musée des Sciences Naturelles de Stuttgart a clarifié le statut taxonomique de G. robustus, en concluant qu'il était génériquement distinct de Tornieria. Il l'a renommé Janenschia en l'honneur de Werner Janensch, qui avait étudié la faune vertébrée de Tendaguru. Janenschia a été placé dans la famille des Titanosauridae, ce qui en fait le membre le plus ancien des Titanosauria.
Un certain nombre de spécimens autrefois attribués à Janenschia ont été reconnus comme des genres distincts. Deux vertèbres dorsales, et une possible vertèbre cervicale, précédemment référencées au genre, ont été nommées Tendaguria en 2000. D'autre part, la série vertébrale caudale, MB.R.2091 .1-30, ne se chevauche pas avec SMNS 12144 et représente plutôt le premier taxon de Mamenchisauridae provenant de l'extérieur de l'Asie, Wamweracaudia,.

## Classification
Une analyse cladistique récente place Janenschia comme un Sauropoda non Titanosauriformes,. En 2019, P. D. Mannion le classe parmi les Eusauropoda retenu par PBDB,.

## Publications originales
- Genre Janenschia :
  - (de) Rupert Wild, « Janenschia n. g. robusta (E. Fraas 1908) pro Tornieria robusta (E. Fraas 1908), (Reptilia, Saurischia, Sauropodomorpha) », Stuttgarter Beiträge zur Naturkunde: Geologie und Paläontologie, Stuttgart, vol. 173,‎ 1991, p. 1-4 (ISSN 0341-0153).
- Espèce Janenschia robusta (sous le taxon Torniera robusta) :
  - (de) E. Fraas, « Ostafrikanische Dinosaurier », Palaeontographica, Cassel, Inconnu, vol. 55,‎ 1908, p. 105-144 (ISSN 0031-0190, OCLC 2449411, lire en ligne).